# 何福堂家族
何福堂家族，是戰前時期的香港望族之一。始興於1840年代，家族於香港開埠已到港生活，香港歷史百多年來的發展作見證。

## 家族特色
家族中之各種特色：
- 在香港有多項地產投資
- 多人在港捐助及設立多間醫院
- 香港法律世家
- 政治及外交世家，領域更由香港伸延到清朝政府及國民政府

## 興起方法
家族中各人之興起歷程：
- 何福堂：香港第一位，全國第二位華人牧師，投資地產致富[1][2]
- 伍廷芳：香港第一位華人定例局議員，知名大律師，後北上清朝政府及國民政府出任幕僚、外交、法律工作，最高曾官至國務總理
- 何衛臣：香港第一位華人執業律師
- 何啟：香港第一位華人爵士，知名地產發展商、西醫、大律師及定例局議員，捐助及設立香港大學醫學院及多間醫院
- 何祐：國民政府駐三藩市總領事
- 伍朝樞：隨伍廷芳到國民政府從政
- 傅秉常：國民政府官至外交部部長、台灣司法院副院長

## 家族成員
何福堂家族的家族成員：
- 何亞發
  - 何進善（何福堂）
    - 何女＝黃寬[3]（第一位到英國華人留學生，後離婚）
    - 何玫瑰[4]（何妹貴[5]、何妙齡）＝伍才（伍廷芳）
      - 伍朝樞＝何瑞金（何寶芳[6]）
        - 伍競仁[4]＝鄭鏡宇[7]
          - 伍浩平[8][9][10][11]

        - 伍慶培＝陳瓊惠（陳策之女）[12][13]
        - 伍繼先
        - 伍玉仙＝章衣萍[14][15]
          - 章念天

    - 何神賜（何賜）
    - 何神添（何添）
    - 何神光（早殤）
    - 何神保（何衛臣，Wyson）[16]
    - 何珍丹[4]（何箕齡）＝趙秉鈞
      - 趙妙璋
      - 趙福生＝朱壽英
        - 趙世民＝鄭銀河
          - 趙令炎
          - 趙泰來[17]（知名文物及藝術收藏家）＝陳卓宜
          - 趙志堅
          - 另有兩兄四弟妹

        - 趙玉全
        - 趙世雄
        - 趙鳳英
        - 趙傍卿
        - 趙美彩

    - 何梅丹[4][18]
    - 何神啟[18][19]（何啟，Sir Kai Ho Kai）＝雅麗氏（Alice Walkden，英國人，早逝）＝黎玉卿（Lily，父親為美國人，除長女外，其餘子女皆黎氏所出）
      - 何女（早殤）
      - 何瑞金（何寶芳[6]）＝伍朝樞
      - 何永貞＝區氏（區德之女）
        - 何鸿铎＝杨娜儿
          - 何纪青[20]

      - 何永亨＝已婚
      - 何永乾＝已婚
        - Arnold Hall

      - 何永元
      - 何永利
      - 何瑞銀
      - 何瑞銅＝已婚
      - 何瑞鐵＝Herbert To
      - 何瑞錫（何燕芳[21]）＝傅秉常
      - 何永安
      - 何瑞華
      - 何永康
      - 何瑞美
      - 何永感
      - 何永德
      - 何永謝
        - 其他男孫：
        - 何鴻鈞
        - 何鴻威
        - 何鴻鑄
        - 何鴻銳
        - 何鴻志
        - 何鴻星
        - 何鴻信
        - 何鴻震
        - 何鴻飛
        - 何鴻光
        - 何鴻鈺
        - 其他孫女：
        - 何鴻群
        - 何鴻卿
        - 何鴻珠
        - 何婉鈴
        - 何逸雲
        - 何逸霞
        - 何逸平
        - 何月華

    - 何神寧（早殤）
    - 何神祐（何祐）[16]
    - 何秀丹[4]（何晚貴[5]）＝曾篤恭[16]（大清留美幼童，後離婚）
      - Tsang Ti Shi（Daisy）

    - 何素梅[4]（何十三[5]）＝馮氏

## 注譯
1. ↑  劉智鵬. . 香港: 中華書局(香港)有限公司. 2011年7月.
2. ↑  劉智鵬. . 香港: 中華書局(香港)有限公司. 2013年5月.
3. ↑  容閎. . 美國. 1908年1月.
4. 1 2 3 4 5 6  鄭宏泰、黃紹倫. . 香港: 三聯書店(香港)有限公司. 2014年7月  [2015-10-12]. （原始内容存档于2020-12-01） （中文（香港））.
5. 1 2 3  鄭宏泰，黃紹倫. . 香港: 三聯書店(香港)有限公司. 2010  [2015-05-20]. （原始内容存档于2020-07-24） （中文（香港））.
6. 1 2  . 中国: 天涯论坛. 2011-01-02  [2015-10-12]. （原始内容存档于2016-03-06） （中文（中国大陆））.
7. ↑  . 中国: 新浪. 2005-10-24  [2015-10-12]. （原始内容存档于2020-11-27） （中文（中国大陆））.
8. ↑  . 中国: 新浪. 2007-03-29  [2015-10-12]. （原始内容存档于2020-11-30） （中文（中国大陆））.
9. ↑  . 中国. 2012-02-13  [2015-10-12]. （原始内容存档于2016-11-15） （中文（中国大陆））. |chapter=被忽略 (帮助)
10. ↑  . 2006-09-17  [2015-10-12]. （原始内容存档于2019-05-12） （中文（繁體））.
11. ↑  . 2006-09-18  [2015-10-12] （中文（繁體））.[永久]
12. ↑  . 台灣: 台灣網. 2011-11-01  [2015-10-09] （中文（臺灣））.[永久]
13. ↑  . 中国: 金羊网. 2008-03-09  [2015-10-09]. （原始内容存档于2020-12-01） （中文（中国大陆））.
14. ↑  . 中国: 故园徽州网. 2013-11-05  [2015-10-12]. （原始内容存档于2016-03-04） （中文（中国大陆））.
15. ↑  . 中国. 2013-08-23  [2015-10-12]. （原始内容存档于2016-03-04） （中文（中国大陆））.
16. 1 2 3  鄭宏泰、黃紹倫. . 香港: 中華書局(香港)有限公司. 2014年1月.
17. ↑  趙泰來. . 香港: 知出版社. 2015年6月 （中文（香港））.
18. 1 2  亞洲電視新聞部資訊科. . 香港: 明報出版社有限公司. 2011年1月 （中文（香港））.
19. ↑  . 中國: 当当网.   [2015-10-09]. （原始内容存档于2016-03-14）.
20. ↑  . 中国: 新浪. 2011-10-20  [2015-05-20]. （原始内容存档于2016-03-04） （中文（中国大陆））.
21. ↑  . 中国: 广州文史.   [2015-10-09]. （原始内容存档于2019-09-15） （中文（中国大陆））.